# Telegramy
Telegramy – pierwsza płyta zespołu S.O.S., w którym na gitarze elektrycznej grał Krzysztof Misiak, wydana w roku 1996.

## Lista utworów
Opracowano na podstawie materiału źródłowego:
| 1. | "630010"            |  |
|    |                     |  |
| 2. | "Ostatnia"          |  |
|    |                     |  |
| 3. | "Whisky na skalach" |  |
|    |                     |  |
| 4. | "Odjazdowa"         |  |
|    |                     |  |
| 5. | "Funkowa"           |  |
|    |                     |  |
| 6. | "Ksiezycowa"        |  |
|    |                     |  |
| 7. | "Schody"            |  |
|    |                     |  |
| 8. | "Klimatyczna"       |  |
|    |                     |  |
| 9. | "Sympatyczna"       |  |
|    |                     |  |

## Twórcy
Opracowano na podstawie materiału źródłowego:
- Krzysztof Misiak – gitary
- Marek Kapuściński – gitara basowa
- Maciej Bieniek – syntezator, saksofon altowy
- Marek Bartuś – perkusja
- Piotr Kelm – skrzypce
- Jan Stabkowski – klarnet